# Crux Vaticana

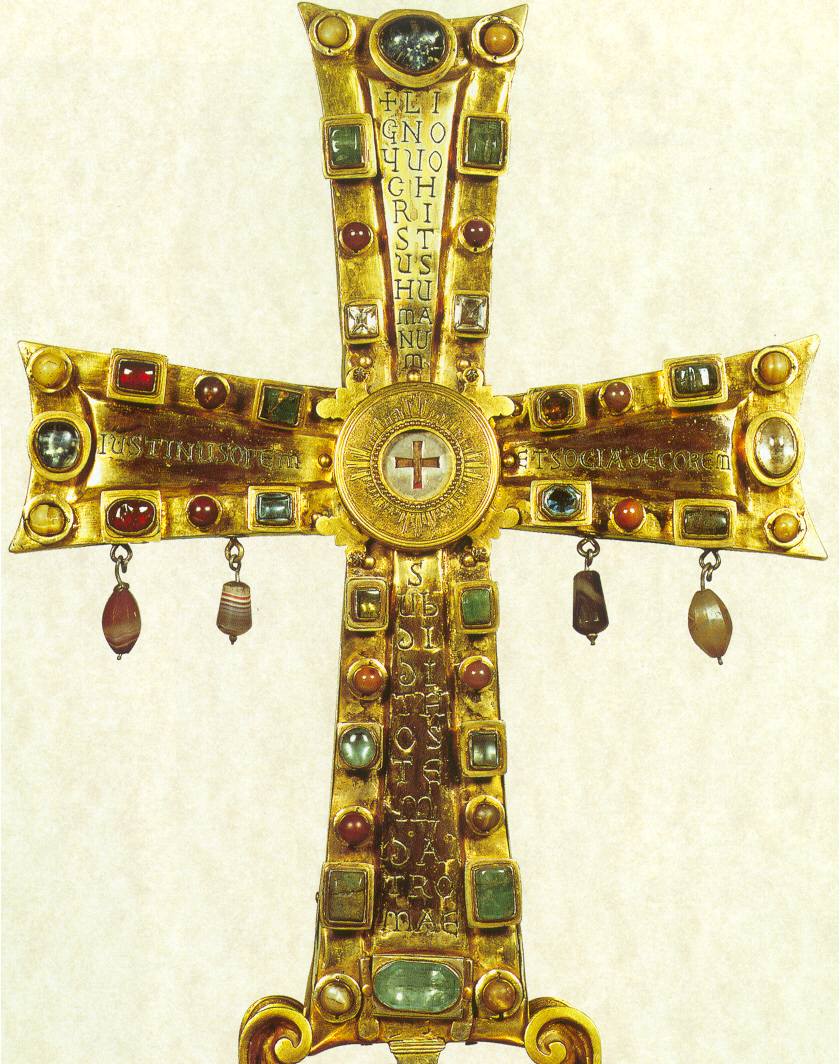
Crux Vaticana, Vorderseite

Die Crux Vaticana (Kreuz Justin II., Vatikan-Kreuz) im Bestand des Kirchenschatzes von St. Peter in Rom (Tesoro di San Pietro) ist ein Vortragekreuz und gleichzeitig ein Reliquiar des Heiligen Kreuzes.
Sie ist eines der ältesten Reliquiare dieser Art. Es handelt sich um ein Gemmenkreuz aus vergoldetem Silber, geschmückt mit Juwelen in Goldfassungen. Das Kreuz wurde im 6. Jahrhundert hergestellt und vom oströmischen Kaiser Justin II. (565–578) und seiner Frau und Mitregentin Sophia dem römischen Volk geschenkt. Das Kreuz trägt eine lateinische Inschrift: „ligno quo Christus humanum subdidit hostem dat Romae Iustinus opem et socia decorem“ (dt.: „Mit dem Holz mit dem Christus den Feind des Menschen unterwarf, gibt Justin seine Hilfe für Rom und seine Frau spendet den Schmuck dazu“).

## Gestaltung
Die ursprüngliche Fassung des Kreuzes ist 40 cm hoch und 30 cm breit, ohne den Dorn, der es auf seinem Sockel hält. Das Kreuz wurde im Laufe der Geschichte mehrfach bearbeitet und geändert. Unter anderem wurde seine Größe reduziert. Auf der Vorderseite besitzt das Kreuz keine figürlichen Darstellungen. In der Mitte ist ein Medaillon angebracht, welches die eigentliche Reliquie, die selbst kreuzförmig angeordnet ist, enthält. Auf den Armen des Kreuzes sind die Inschriften angebracht und die Ränder tragen die goldgefassten Juwelen, wobei vier Steine als Pendilien von dem Querbalken herabhängen.
Die Rückseite ist aus getriebenem Silber und zeigt eine interessante Übergangsphase der Verzierung. In der Entstehungszeit begann die Kirche, Darstellungen der menschlichen Gestalt Christi zu fördern. Daher findet sich auf der Rückseite eine der frühesten Darstellungen eines Kruzifixes. Im Medaillon in der Mitte ist noch das Lamm Gottes zu sehen, eine ältere Darstellung. Darüber und Darunter befinden sich zwei Darstellungen von Christus (die untere zeigt möglicherweise Johannes den Täufer). Auf der oberen Darstellung hält der Christus als Pantokrator ein Buch in der Hand, nämlich die Evangelien. Die untere Gestalt vollführt eine Segensgeste. Am Ende der Kreuzarme befinden sich Porträt-Medaillons von Justin und Sophia. Zwischen den Medaillons befinden sich dekorative Blattmotive, die an Zwiebeln erinnern und möglicherweise Palmen darstellen sollen.

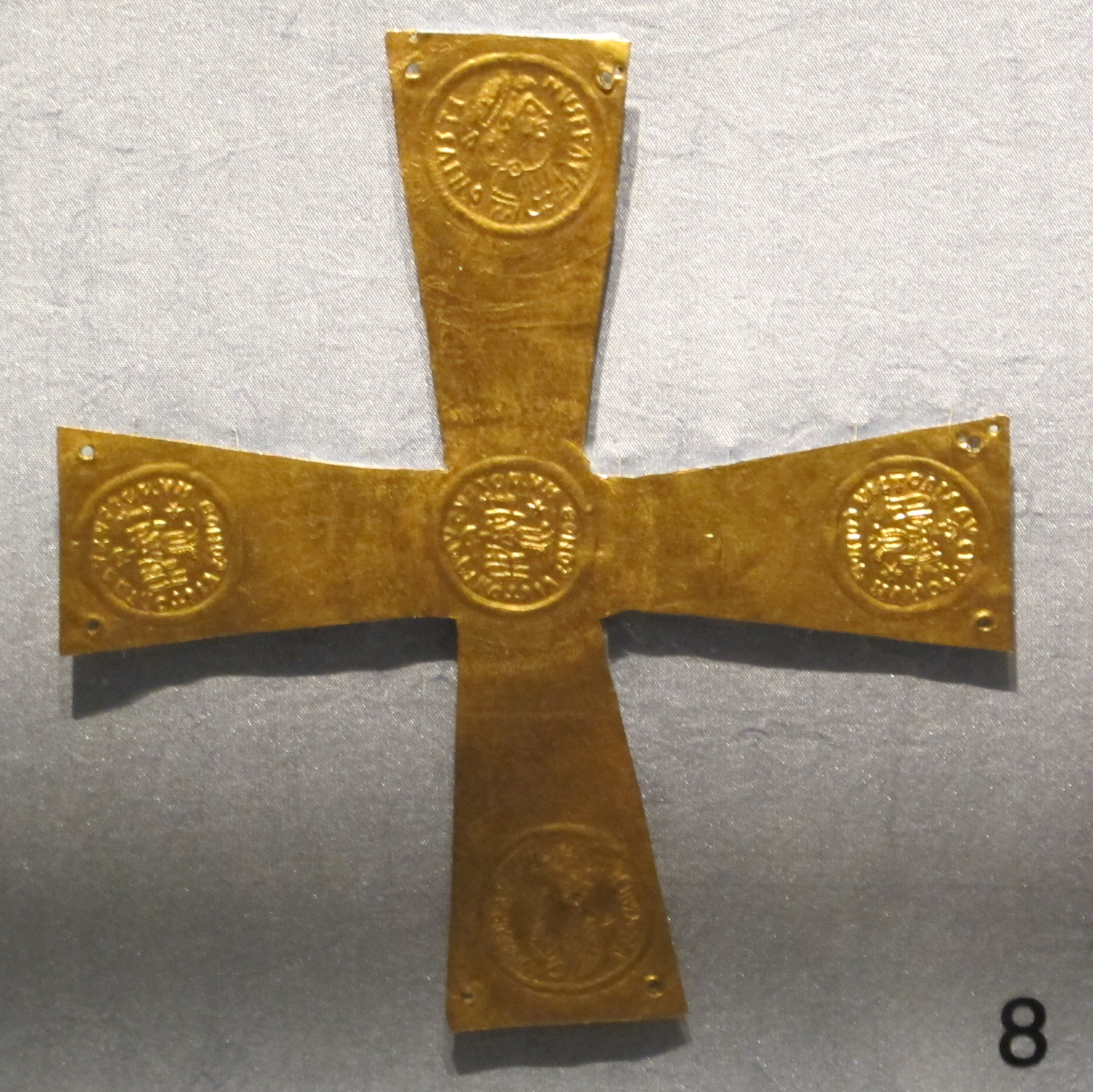
Ähnliches langobardisches Kreuz mit Münzen von Justin II., 6. Jh.

## Geschichte
Es ist durch Quellen belegt, dass Justin und Sophia 569 eine Reliquie des Heiligen Kreuzes an die Franken-Prinzessin Radegundis sandten, die in Poitiers ein Kloster gründete, um die Reliquie aufzubewahren. Das Ereignis ist in der Vexilla Regis des Venantius Fortunatus überliefert. Daraus geht auch hervor, dass sie Reliquien an Johannes III. (561–574) sandten, im Bemühen, die Beziehungen zu verbessern. Tatsächlich stammt die Crux Vaticana sehr wahrscheinlich aus den Jahren 568/569. Lange ging man davon aus, dass, ausgehend vom Kopfschmuck, Justin I. (518–527) und seine Kaiserin Euphemia die Geber seien, aber diese Hypothese ist heute weitgehend zurückgewiesen.
Das Kreuz wurde 2009 restauriert und von November 2009 bis April 2010 im Petersdom ausgestellt.